# Kiszka szwedzka

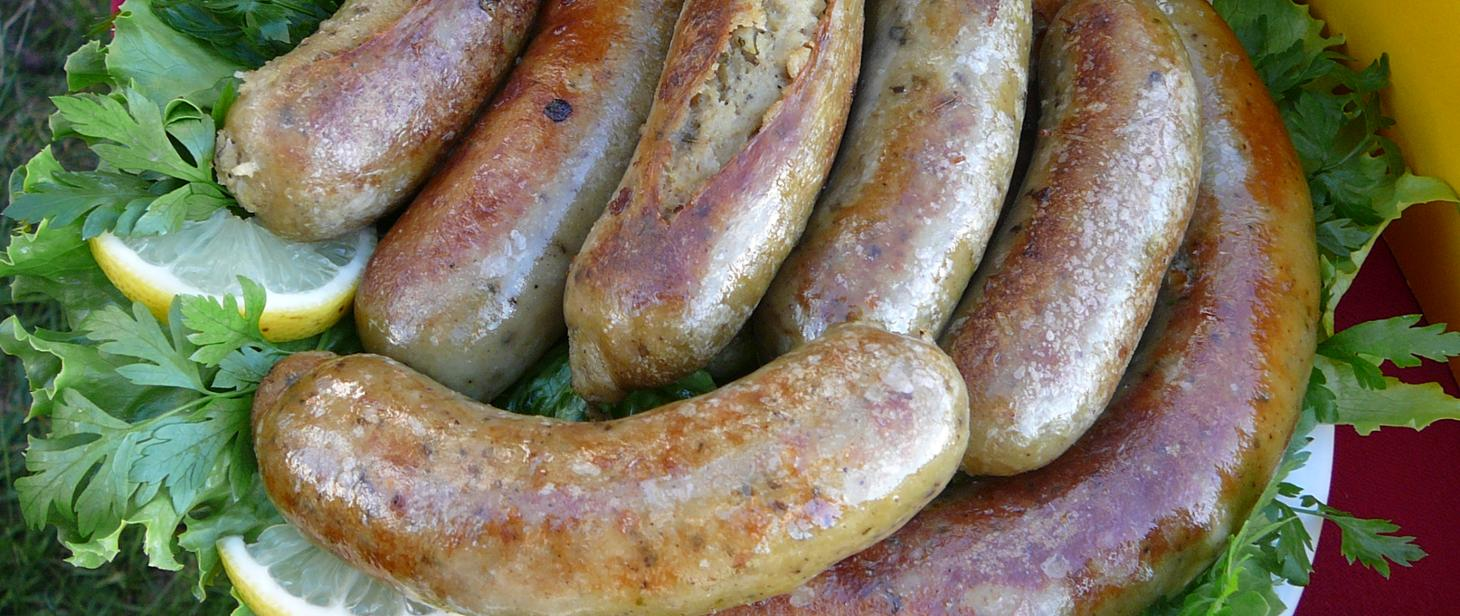
Kiszka szwedzka

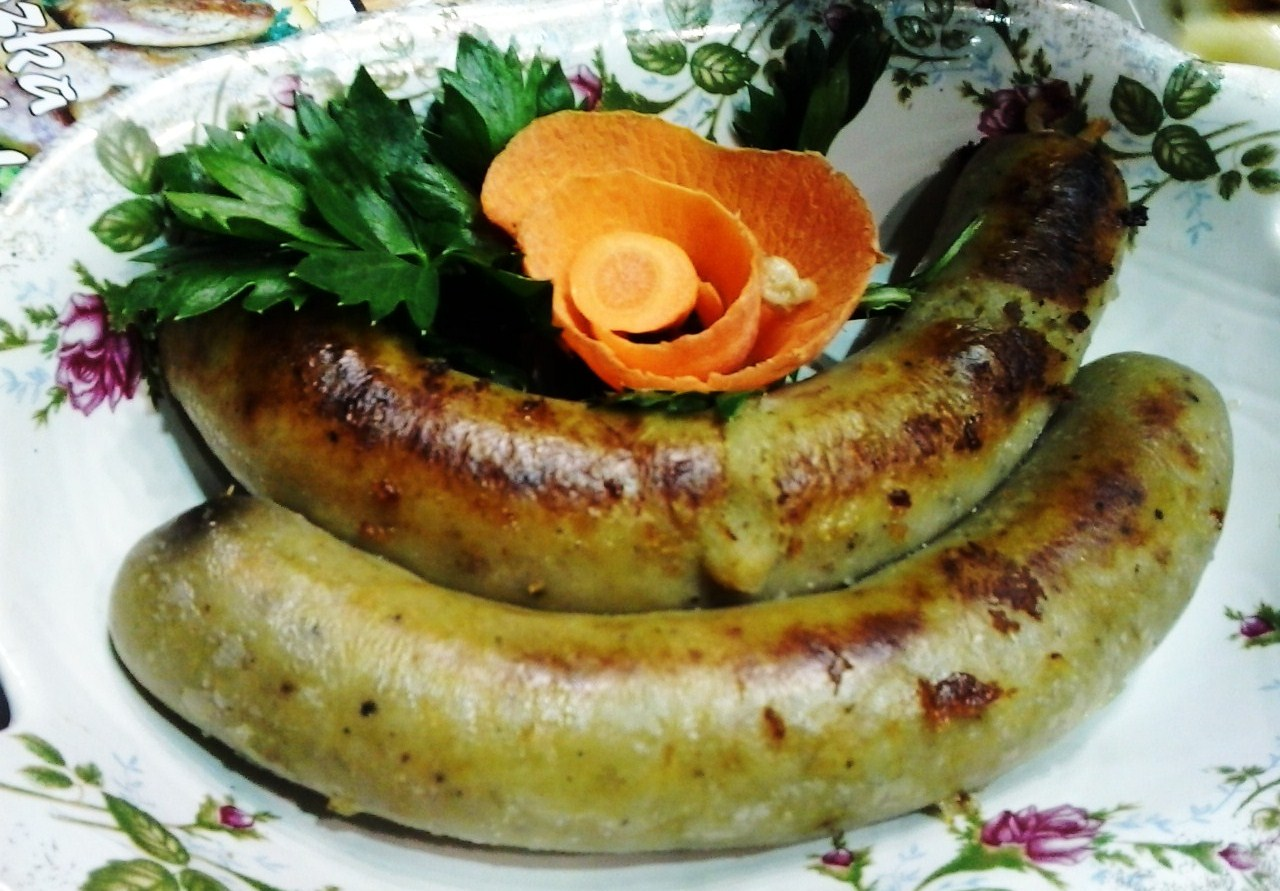
Kiszka podana do spożycia

Kiszka szwedzka – kiełbasa ziemniaczana, tradycyjne danie charakterystyczne dla okolic Wałcza.
Kiszka szwedzka wpisana została na Listę produktów tradycyjnych Ministerstwa Rolnictwa i Rozwoju Wsi 6 marca 2012. Wolno ją wytwarzać wyłącznie na terenie gminy Wałcz.
Historia wsi Szwecja sięga roku 1590, kiedy to teren zaludniono osadnikami z Pomorza (20 pańszczyźnianych chłopów narodowości niemieckiej). Głównym składnikiem diety ich potomków były, po rozpowszechnieniu się tej rośliny w Europie, ziemniaki. We wsi funkcjonowała duża gorzelnia, przerabiająca ten surowiec, który stał się również podstawą tutejszego wyżywienia. Po II wojnie światowej tradycja przetrwała (gorzelnia nadal funkcjonowała). Tradycję przejęli osadnicy z innych części Polski.
Pierwotnie, przed wojną, kiszkę wytwarzano ze startych, surowych ziemniaków, kaszy jęczmiennej, soli, ryżu, cynamonu i majeranku. Obecnie wykorzystuje się do jej wytwarzania ziemniaki surowe i gotowane, surowy oraz wędzony boczek, cebulę, kaszę mannę, jajka i przyprawy. Całością nadziewa się jelita i parzy około 10 minut. W czerwcu każdego roku odbywa się w Szwecji festyn Świętojanki, na którym istnieje możliwość degustacji kiszki. Kiszkę spożywać można na ciepło lub na zimno.